# Første Brasilianske Republik
Første Brasilianske Republik eller República Velha ([ʁeˈpublikɐ ˈvɛʎɐ], Den Gamle republik) var den første republik i Brasiliens historie som eksisterede i årene mellem 1889-1930. Republikkens officielle sprog var portugisisk. Republikken ophørte i 1930, da Getúlio Vargas kom til magten og blev militærdiktator med opbakning fra militæret og suspenderede forfatningen, og endelig i 1937 gennemførte et fuldbyrdet statskup.